# Androsthenes från Thassos
Androsthenes från Thassos (grekiska: Ανδροσθένης ο Θάσιος) var en makedonsk vetenskapsman som levde på 300-talet f.Kr. Androsthenes föddes på ön Thassos i norra Egeiska havet strax söder om det grekisk-makedonska fastlandet. Han bodde senare i staden Amfipolis i Grekland när Alexander den store inledde sitt stora fälttåg. 325 f.Kr. blev Androsthenes kapten för en trirem i den grekiska flottan under amiral Nearchos befäl och då Androsthenes framför allt var en duktig geograf hade han uppgiften att kartlägga kustområdena från Arabiska halvön och in i Persiska viken och ända till Indien.
Bland hans viktigare efterlämnade verk finns "Runt Indiens kust", en berättelse om historia och geografi från platserna som de hade utforskat. Detta verk har utforskats av Theofrastos och Eratosthenes men nu återstår bara fragment. Ett annat av verken är "Segling i Persiska viken" där Theofrastos använder mycket av informationen om floran och faunan i länderna runt viken. Geografiskt räknade Androsthenes ut att Arabiska halvöns kust var 10 000 stadier lång (cirka 1 800 km). Kuststräckan från Sinaihalvön till Persiska vikens inlopp är närmare 4 500 km. Räknar man kuststräckan mot Indiska oceanen stämmer Androsthenes uträkning bättre (cirka 2 000 km).
Androsthenes har citerats av greker av vilka tidigare nämnts Theofrastos och Eratosthenes (Filologos), också av Arrianos, Athenaios och Strabon. I modern vetenskap finns Aristothenes representerad, bland annat har modern neurofysiologi använt sig av Androsthenes observationer vid forskning om dygnsrytm.